# 청나라 치하 티베트
청나라 치하 티베트(중국어: 清朝治藏歷史, 영어: Tibet under Qing rule) 1720년부터 1912년까지 청나라가 티베트를 지배했던 시기를 일컫는다. 몽골, 신장과 더불어 청나라는 티베트 지역을 내륙아시아의 직할지로 편입하고 이번원을 통해 감찰하게 했지만, 실제 청나라가 티베트에 종주권을 행사했는 지는 꾸준히 정치적인 논쟁거리였다. 청나라는 몽골과 신장처럼 티베트 역시 '국경지대'나 '속국'을 의미하는 "번속"(藩属), "번부"(藩部), "번방"(藩邦) 등으로 불렀다. 이전 원나라 때처럼 청의 만주인들은 티베트에 대한 군사권 및 통치권을 가지고 있었지만 티베트의 행정권은 보장했다.
1642년 몽골인의 일파인 오이라트가 세운 코슈트 칸국의 구시 칸은 겔룩파의 제5대 달라이 라마를 티베트의 영적 지도자 겸 임시 통치자로 임명한 뒤 티베트를 통일하였다. 제5대 달라이 라마는 티베트의 행정 기구인 간덴 포드랑을 설치했다. 1653년 달라이 라마는 청나라의 황궁을 방문하였고, 청나라 황실로부터 "청 제국의 영적 지도권"을 인정해야 했다. 1717년 준가르가 티베트를 침입하였고, 1720년 청나라의 티베트 원정으로 준가르는 티베트에서 후퇴했다. 티베트 원정 이후 청 황제들은 청 국경지역을 감찰하는 이번원에 정무를 보고하는 서럼셔머 터허 암반을 티베트에 파견했다. 청의 지배 기간 동안 라싸는 달라이 라마 및 그 섭정의 지배를 받는 자치 지역이었다. 청은 때때로 티베트에 있는 국경 지역에서 군사적으로 개입하기도 하고 티베트의 국경 방어에 참여하기도 했으며, 세금을 징수하거나 군대를 주둔시키기도 하고 금병체첨을 통해 달라이 라마의 윤회 선택에 영향을 주기도 했다. 옛 티베트 영토의 절반은 라싸 지역에서 분리되어 청나라의 각 성에 편입되었지만 대부분의 지역은 청 황실의 직할지였다.
19세기 말부터 티베트에 대한 청의 종주권은 관념으로 존재했다. 1890년 영국과 청은 캘커타 협정을 체결했지만 티베트는 이를 무시했다. 1903년 영국은 티베트에 대한 청의 종주권이 "헌법상 허구"라고 결정하고 티베트를 침공했다. 그러나 1907년 영러 협상에서 영국과 러시아 제국은 티베트에 대한 청의 종주권을 인정하고 티베트 문제에서 손을 떼기로 결정했으며, 이에 따라 국제법상으로 양측은 티베트의 지위를 "중국의 속국"이라고 기록했지만, 청나라는 이에 반발해 1905년부터 티베트를 "속국"이 아닌 "자주국"으로 불렀다. 청은 티베트의 통제권을 되찾기 위한 준비를 시작했으며 1910년 군대를 보내 라싸를 점령한 뒤 티베트 전체를 청의 직할지로 편입했다. 그러나 청은 1년 뒤인 1911년 신해혁명의 발발로 멸망하였고 신해 라싸 동란으로 암반이 1912년 제13대 달라이 라마에게 항복 서한을 전달했다. 1913년 제13대 달라이 라마는 라싸로 돌아와 티베트의 독립을 선포했고, 1933년까지 티베트를 통치했다.

## 같이 보기
- 몽골청치시기
- 서역신강
- 대만청치시기
- 티베트의 역사